# Youngjae
Choi Young-Jae (hangul: 최영재), mais frequentemente creditado na carreira musical por seu nome artístico Youngjae (hangul: 영재) ou Ars, é um cantor, compositor e dançarino sul-coreano. Tornou-se popularmente conhecido por ser o vocalista principal do boygroup sul-coreano GOT7.

## Biografia
Youngjae começou a sonhar em se tornar um cantor em sua infância, quando cantava com seu irmão mais velho.  Quando o último se alistou no exército, ele se juntou a uma academia de música prática em sua cidade natal, Mokpo, para aprender mais profissionalmente, e em 2011, ele ganhou o Prêmio de Excelência Vocal no Festival de Música Jovem de Mokpo. Em 2013, a JYP Entertainment realizou uma audição fechada na academia e ele se tornou um trainee.

## Carreira

### GOT7
Após um mês de treinamento em Seul, Youngjae foi adicionado ao grupo do projeto para formar a nova boy band da JYP Entertainment.  Após um total de 7 meses de treinamento, ele posteriormente estreou como o vocalista principal do grupo de sete membros, Got7, com o single "Girls Girls Girls", lançado em 16 de janeiro de 2014, do primeiro álbum do grupo Got it?. Logo após o debut, Youngjae mencionou que seu sonho era se tornar um musicoterapeuta.

### Atividades solo
Ele escreve canções e letras sob o nome de Ars desde 2016, começando com "Rewind" no album estendido do Got7, Flight Log: Departure.
Youngjae colaborou com Sanjoy e Elliott Yamin em 2017 na música "Victim of Love", enquanto gravava "I'm All Ears" com Park Ji-min para a campanha de prevenção do suicídio juvenil da Life Insurance Social Responsibility Foundation em 2018. A música foi lançada em 15 de outubro junto com seu videoclipe.
Em 2018 e 2020, ele cantou "At the Usual Time" (그 시간 에) e "Fall In Love" (빠져 드나 봐) para as trilhas sonoras originais dos dramas de TV, Wok of Love e When My Love Blooms. Junto com Young K do Day6, ele se tornou o novo DJ da MBC Idol Radio a partir de 18 de maio de 2020.
Na primavera de 2019, ele se juntou à Jus2 em seu Focus Premiere Showcase na Ásia, atuando como MC para as paradas de Tóquio (10-11 de abril) e Osaka (17-18 de abril).
Em 25 de maio de 2020, em colaboração com Howlpot, uma marca de design de produtos para animais de estimação, ele lançou a Ars X Coco, uma loja de roupas para pessoas e cães, que funcionou por duas semanas até 8 de junho.  Os lucros, no valor de 15 milhões de won, foram doados ao The Bom Center, do Korea Animal Rights Advocates, um centro de cuidados sem fins lucrativos para cães abandonados.  Youngjae apareceu na edição de setembro da Star1 Magazine para sua primeira entrevista solo e ensaio fotográfico no mesmo ano.
Em 25 de setembro, ele foi anunciado no elenco da nova sitcom da Netflix, So Not Worth It, que contará as histórias de um grupo de estudantes multiculturais que vivem em um dormitório de faculdade. Youngjae vai interpretar Sam, filho do CEO de uma cadeia de alimentos com sede na Austrália. Em 2 de outubro, junto com sua cachorrinha, Coco, eles participaram do Idol Star Dog Championships, uma competição de agilidade canina, que foi ao ar como um especial Chuseok no MBC.
Seguindo a expiração de seu contrato com a JYP Entertainment,  no dia 20 de janeiro de 2021, ele assinou um contrato de exclusividade com a Sublime Artist Agency.
NO dia 9 de março de 2021, foi anunciado que Youngjae se juntou ao elenco de Song of the Sun, uma adaptação musical do filme japonês A Song to the Sun, que será apresentado de 1 de maio a 25 de julho no Centro de Artes Kwanglim. Ele irá interpretar o protagonista masculino Ha-ram ao lado de Onew do SHINee, Wonpil do Day6 e o ator de musical Jo Hoon.
Antes do próximo 10º aniversário do musical, “The Days” revelou seu elenco repleto de estrelas que inclui atores que retornaram e novos membros. Os membros do elenco que retornaram e participaram de todas as temporadas desde a estreia incluem Yoo Joon Sang , Seo Hyun Chul , Lee Jung Yul, Kim San Ho e Park Jung Pyo. Os novos membros do elenco incluem Kim Gun Woo , Youngjae do GOT7 e muito mais.
Ele lançou seu primeiro álbum de estúdio completo “ Do It ” em novembro de 2023 
Depois de três anos, Youngjae do GOT7 se separou da Sublime Artist Agency.Em 2 de abril, a Sublime Artist Agency anunciou que “depois de uma longa discussão com Youngjae do GOT7”, eles chegaram a um acordo mútuo para encerrar seu contrato exclusivo com a agência.Youngjae assinou pela primeira vez com a Sublime Artist Agency há três anos, após o término de seu contrato com sua agência de longa data JYP Entertainment em janeiro de 2021.
No dia 24 de Junho  Youngjae  assina contrato exclusivo com nova agência a AndBut Company compartilhou: “Estamos felizes por ter assinado um contrato exclusivo com Youngjae. Não pouparemos nenhum apoio para ajudar o multi-talentoso Youngjae a maximizar suas habilidades e pontos fortes para que ele possa ser amado por muitas pessoas. Por favor, mostre muito apoio.”AndBut Company é uma nova agência criada por um ex-funcionário da JYP Entertainment que manteve uma conexão com Youngjae desde sua estreia.
No início de 22 de junho, Youngjae lançou a primeira imagem teaser de seu próximo single digital “TPO” em sua conta de mídia social, anunciando seu retorno pela primeira vez em cerca de oito meses.

## Vida Pessoal
Em 2012, Youngjae mudou-se para a Escola de Artes Coreanas de Seul, na qual se formou em fevereiro de 2015. Ele então foi aceito no Departamento de Teatro e Cinema da Universidade Seokyeong, mas no ano seguinte ele mudou para a Daekyeung Universidade no Departamento de Modelagem por conflitos de agenda.
Em agosto de 2020, ele se cadastrou como doador de órgãos.

## Prêmios
- WeTV Awards Best of Korean TV Series: Love & Wish (2022)
- WeTV Artist of the Year (2022)
- Ganesha Awards: Melhor Artista e Ator da Ásia, Embaixador da Amizade Cultural e Promoção de Turismo da ASEAN (2022)
- Rookie DJ Of The Year: MBC Entertainment Awards (2022)
- Premio Korea First Brand Awards: DJ de Radio (2023)
- Embaixador Honorário da visita mútua Coreia-Tailândia (2023)
- Prêmio Produtor Global: Seoul Music Awards (2024)

## Discografia
| Título                                              | Ano  | Álbum                       |
| --------------------------------------------------- | ---- | --------------------------- |
| "My Day" (내 하루)                                  | 2016 | Singles não comercializados |
| "Trauma"                                            | 2016 | Singles não comercializados |
| "Call Button" (통화버튼) (feat. J.praize)           | 2017 | Singles não comercializados |
| "I Want to Fall Asleep" (잠들고 싶어) (feat. Noday) | 2017 | Singles não comercializados |
| "Everything For You"                                | 2020 | Single sem álbum            |
| Colors From Ars                                     | 2021 | EP                          |
| Walk With Me                                        | 2021 | Single                      |
| Sugar                                               | 2022 | EP                          |
| Irreplaceable (Feat The Toys)                       | 2022 | Single                      |
| Colors (Feat Yerin)                                 | 2022 | Single                      |
| Err Day                                             | 2023 | Single                      |
| Best Friend (Feat Coco)                             | 2023 | Single                      |
| Do it                                               | 2023 | Album                       |
| TPO                                                 | 2024 | Single                      |

### Colaborações
| Título                                         | Ano  | Álbum                  |
| ---------------------------------------------- | ---- | ---------------------- |
| "I'm All Ears" (다둘어줄게) (with Park Ji-min) | 2018 | Ready to Listen Part 2 |

### Como artista em destaque
| Título                                                            | Ano  | Álbum             |
| ----------------------------------------------------------------- | ---- | ----------------- |
| "One Dream One Korea" (Vários Artistas)                           | 2015 | Singles sem álbum |
| "Victim of Love" (Sanjoy feat. Ars, Stephen Rezza, Elliott Yamin) | 2017 | Singles sem álbum |

### Trilhas sonoras
| Título                                          | Ano  | Álbum                                |
| ----------------------------------------------- | ---- | ------------------------------------ |
| "At the Usual Time" (그 시간에)                 | 2018 | Wok of Love OST Part. 2              |
| "Fall In Love" (빠져드나봐) with Choi Jung-yoon | 2020 | When My Love Blooms OST Part. 2      |
| You & I (feat. SoYeon)                          | 2021 | My Roommattes Is A Gumiho, Ost Pt. 7 |
| Pop Star                                        | 2021 | So Married The Anti-Fan Ost Part 1   |
| Closer (Feat JB)                                | 2022 | Good Job Ost Part 1                  |
| On My Way                                       | 2022 | The Golden Spoon Ost Part 7          |

## Filmografia

### Dramas
| Ano  | Título          | Função        | Rede        | Nota                                              |
| ---- | --------------- | ------------- | ----------- | ------------------------------------------------- |
| 2015 | Dream Knight    | Youngjae      | Youku Tudou | Drama online coreano-chinês da JYPE e Youku Tudou |
| 2021 | So Not Worth It | Sam           | Netflix     | Sitcom                                            |
| 2021 | Love & Wish     | Kim Seung-Hyu | Kakao TV    | Drama                                             |

### Programas de variedades
| Ano  | Título                             | Rede de TV | Nota                                                                      | Ref.                 |
| ---- | ---------------------------------- | ---------- | ------------------------------------------------------------------------- | -------------------- |
| 2017 | King of Mask Singer                | MBC        | Episódios 93-94 (exibido nos dias 8 e 15 de janeiro), como Game Machine   |                      |
| 2018 | Immortal Songs: Singing the Legend | KBS        | Episódio exibido em 3 de fevereiro cantando "Mercury Lamp" de Kim Yeon-ja | [ 30 ] [ 31 ] [ 32 ] |
| 2019 | Got7 Golden Key                    | Star K     | Série do YouTube, com Mark                                                | [ 33 ]               |

### Apresentação de rádio
| Ano  | Título            | Canal           | Notas                                                                            |
| ---- | ----------------- | --------------- | -------------------------------------------------------------------------------- |
| 2015 | FM Starry Night   | MBC Standard FM | Convidado (7 de julho)                                                           |
| 2015 | Kiss The Radio    | KBS Cool FM     | Anfitrião especial com JB (15 de outubro)                                        |
| 2016 | Kiss The Radio    | KBS Cool FM     | Anfitrião especial com Jin-young (3 de junho)                                    |
| 2017 | Kiss The Radio    | KBS Cool FM     | Anfitrião especial com Jin-young (23 a 26 de outubro)                            |
| 2018 | Kiss The Radio    | KBS Cool FM     | Anfitrião especial com Jin-young (15 de janeiro) e Yugyeom (5 a 6 de março)      |
| 2020 | Idol Radio        | MBC Radio       | Anfitrião especial com JB (26 de abril 28) e Young K do Day6 (6 de maio, 9 a 10) |
| 2020 | Idol Radio        | MBC Radio       | Apresentador com Young K do Day6 de 18 de maio a 25 de setembro                  |
| 2022 | Best Friend Radio | MBC Radio       | Apresentador de 24 de Março é Atualmente                                         |

## Videoclipes
| Ano  | Título                          | Artista                           | Diretor                   | Notas |
| ---- | ------------------------------- | --------------------------------- | ------------------------- | --- |
| 2018 | "At the Usual Time" (그 시간에) | Choi Young-jae                    |                           | |
| 2018 | "Nobody Knows" (혼자)           | Got7                              | Naive Creative Production | Música solo do álbum Present: You do Got7                                                                                 |
| 2018 | "I'm All Ears" (다둘어줄게)     | Choi Young-jae and Park Ji-min    |                           | "Ready to Listen" campanha de prevenção de suicídio realizada pela Life Insurance Social Philanthropy Foundation of Korea |
| 2020 | "Fall In Love" (빠져드나봐)     | Choi Young-jae and Choi Jung-yoon |                           | Trilha sonora original para When My Love Blooms                                                                           |
| 2020 | "Everything For You"            | Choi Young-jae                    |                           | Campanha de doação de partilha de vida promovida pela Rede Coreana para Compartilhamento de Órgãos                        |